# The Block Brochure: Welcome to the Soil 5
The Block Brochure: Welcome to the Soil 5 — дев'ятнадцятий студійний альбом американського репера E-40, що вийшов 10 грудня 2013 р. на лейблі Heavy on the Grind Entertainment водночас з релізами The Block Brochure: Welcome to the Soil 4 та The Block Brochure: Welcome to the Soil 6. Таким же чином в один день у 2012 він випустив три платівки The Block Brochure: Welcome to the Soil 1, The Block Brochure: Welcome to the Soil 2 і The Block Brochure: Welcome to the Soil 3.

## Передісторія
1 жовтня 2012 E-40 сповістив, що на The Block Brochure: Welcome to the Soil 4, 5 і 6 варто очікувати 26 березня 2013. 12 червня 2013 оприлюднили обкладинки платівок.
У червні 2013 репер пояснив причину релізу трьох альбомів: «Ось уже 25 років справжні студійні альбоми потрапляють на прилавки. Якщо артист випускає 2-3 безкоштовних мікстейпи на рік, то я видаю 2-3 офіційних студійних альбоми на рік на продаж. Як незалежний виконавець я роблю що хочу, а не що можу. Я випускаю 3 альбоми, позаяк маю фанів з трьох десятиліть, смаки яких я повинен задовольнити. Я успішно пройшов через безліч різних епох музики й вижив! Знадобився 20-річний досвід Вільяма Шекспіра, щоб написати Гамлета! Я роблю мазки й малюю картини своїм репом і я у відмінній формі з 25-річним досвідом. Ви не повинні мене любити, але ви повинні мене поважати!»
15 серпня 2013 відбулась прем'єра відеокліпу «All My Niggaz», 26 серпня — «Off the Block», 10 грудня — «Plush».
У грудневому інтерв'ю HipHopDX заявив про бажання поєднати олдскульне й ньюскульне звучання, розповів про творчий процес, коли він думає про співпрацю з іншими артистами, спершу отримавши біт.
У грудневому інтерв'ю XXL E-40 сказав, що цього разу йому було важко в процесі запису, він зробив більше 100 пісень, з яких обрав 42. «Тепер уявіть, у березні 2010 я видав Revenue Retrievin': Day Shift і Night Shift. Зараз грудень 2013. За цей проміжок часу — аби показати вам свою працьовитість — я випустив 10 сольних і 2 спільних з Too $hort альбоми. Тобто 12 платівок з березня 2010, на момент, коли вийшли The Block Brochure 4, 5 і 6. За 3,5 роки». Він також розповів про дати релізу: «Знаєте якими були труднощі? Зрештою я намагався встигнути у крайній термін, потім я сказав, до біса все, ми видамо 10 грудня…»

## Список пісень
| #   | Назва                                                       | Продюсер(и)  | Тривалість |
| --- | ----------------------------------------------------------- | ------------ | ---------- |
| 1.  | «I'm Pushin'»                                               | Droop-E      | 3:37       |
| 2.  | «Plush»                                                     | AJ           | 4:35       |
| 3.  | «Mister T»                                                  | RAWSMOOV     | 4:19       |
| 4.  | «Countdown» (з участю 2 Chainz)                             | C-Ballin     | 3:21       |
| 5.  | «I Be on My Shit»                                           | Disko Boogie | 4:01       |
| 6.  | «Play Too Much» (з участю Young Bari та Roach Gigz)         | Reese Beats  | 4:01       |
| 7.  | «All Y'all» (з участю Iamsu! та Kool John)                  | Willy Will   | 4:49       |
| 8.  | «Project Building» (з участю Gucci Mane та Young Scooter)   | Droop-E      | 4:39       |
| 9.  | «In Dat Cup» (з участю Z-Ro та Big K.R.I.T.)                | Mr. Lee      | 4:04       |
| 10. | «Homeless Criminals» (Skit)                                 | Rednose      | 0:40       |
| 11. | «All My Niggaz» (з участю Danny Brown та Schoolboy Q)       | DecadeZ      | 3:16       |
| 12. | «A Breath of Fresh Air» (з участю B-Legit та Mike Marshall) | Scorp Dezel  | 3:51       |
| 13. | «When You Gone Let Me» (з участю Too Short)                 | Scorp Dezel  | 3:23       |
| 14. | «Do What I Gotta Do» (з участю Work Dirty та Laroo T.H.H.)  | J. Wells     | 3:58       |
| 15. | «Off the Block» (з участю Stressmatic та J. Banks)          | DecadeZ      | 4:21       |

## Чартові позиції
| Чарт (2013)               | Найвища позиція |
| ------------------------- | --------------- |
| США                       | 140             |
| US Top R&B/Hip-Hop Albums | 20              |